# Waking the Dead (album)
Waking the Dead è l'ottavo album degli L.A. Guns, uscito il 20 agosto 2002 per l'Etichetta discografica Spitfire Records.

## Tracce
1. Don't Look At Me That Way – 4:00
2. Ok, Let's Roll – 3:54
3. Waking The Dead – 3:23
4. Revolution – 3:26
5. The Ballad – 5:21
6. Frequency – 4:38
7. Psychopathic Eyes – 3:04
8. Hellraisers Ball – 3:23
9. City Of Angels – 3:39
10. Don't You Cry – 4:22

Nell'edizione giapponese del CD è contenuta la traccia Call of the Wild (3:51)

## Formazione
- Phil Lewis - voce
- Tracii Guns - chitarra
- Keff Ratcliff - chitarra
- Adam Hamilton - basso
- Steve Riley - batteria